# Павлов Олег Данилович
Олег Данилович Павлов (3 березня 1960 — 14 грудня 2013) — український педагог-фольклорист, кандидат філологічних наук, доцент кафедра фольклористики Інституту філології Київського національного університету імені Тараса Шевченка, письменник.

## Життєпис
Олег Павлов народився в селі Новоочаків Березнегуватського району Миколаївської області в сім'ї учителів. Із дитинства мав потяг до знань та спорту.
Протягом 1978—1980 років відбував військову службу в Афганістані.
У 1986 році закінчив філологічний факультет Київського державного університету імені Тараса Шевченка за спеціальністю «Філолог. Викладач української мови і літератури». Далі дев'ять років учителював у сільській школі.
З 1995 по 2013 рік працював на кафедрі фольклористики Інституту філології Київського національного університету імені Тараса Шевченка. До 2001 року як асистент кафедри. За цей час (26 квітня 1999 року) Олег Данилович захистив дисертацію і став кандидатом філологічних наук (3 липня 1999 року).
З З грудня 2001 по 2013 рік Олег Павлов — доцент кафедри фольклористики Інституту філології Київського національного університету імені Тараса Шевченка.
Протягом 2005—2008 років навчався в докторантурі при Інституті філології КНУ імені Тараса Шевченка.

## Наукова діяльність
Павлов Олег Данилович був фахівцем у галузі досліджень українських замовлянь. Вивчав питання їх походження, класифікації, структури, поетики, функцій, сугестивного впливу, езотеричного характеру. На кафедрі фольклористики викладав курси з етнопсихології, історії фольклористики, міфології фольклору, світового епосу («Етнопсихологія», «Онирична парадигма у фольклорі», «Світовий епос», «Основи психології творчості та фольклор як оповідальне мистецтво», «Художня специфіка фольклорних жанрів», «Фольклор як сугестивний феномен», «Фольклор і психоаналіз», «Фольклор в контексті аналітичної психології», «Українська фольклорна магія»). Розробив курси «Етнопсихологія» та «Етнопедагогіка».
У 1999 році Олег Данилович перебував у відрядженні на науковій конференції у США (Іллінойський університет). Його виступ отримав високу оцінку.
Науковий доробок Олега Павлова складає понад 40 публікацій.

### Основні праці
- Вербальна магія. — К.: «Б-ка українця», 1998.
- Етнопедагогіка. Програма курсу. — К.: Вид-во «Київський університет», 1998.
- Етнопсихологія: навчально-методичні матеріали. — К., 2002.

### Наукові розвідки
- До історії заклинального слова // Науково-методичний збірник «Нові технології навчання». — К.: І ЗМН, 2003.
- До питання про концептуальні проблеми фольклористики // Збірник «Проблеми державотворення і входження України у світове співтовариство». — К: Інститут лінгвістики і права, 2001.
- До проблеми генези міфологічних символів у фольклорному мисленні. Матеріали ІІ наукової конференції проф.-викл. Складу 21-22 травня // Збірник «Проблеми державотворення і входження України у світове співтовариство». — К.: Інститут лінгвістики і права, 1997.
- До проблеми езотеричності фольклорного тексту // Збірник наукових праць «Література. Фольклор. Проблеми поетики», вип.13. — К.: ВПЦ «Київський університет», 2002.
- До проблеми класифікації українських замовлянь // Збірник наукових праць «Фольклор. Психолгія. Культура». — К., 1998.
- Замовляння. Функціональна структура // Вісник Київського університету. Серія: філологія., вип. 7. — К, 1998.
- Легенда про квітку папороті як метафора самопізнання // Збірник наукових праць «Література. Фольклор. Проблеми поетики», вип.4. — К.: ВПЦ «Київський університет», 1996.
- Метафізична комунікація духу в українській народній казці // Збірник наукових праць «Література. Фольклор. Проблеми поетики», вип. 32. — К., 2009.
- Походження замовлянь // Збірник наукових праць «Фольклор. Психолгія. Культура». — К., 1998.
- Поетична мова фольклорних магічних текстів // Етнокультура українського Полісся і Чорнобильська трагедія, вип.3. — Рівне, 2001.
- Ритмічна організація фольклорного тексту (замовляння) // Науково-методичний збірник «Нові технології навчання». — К.: ІЗМН, 2003.
- Сказка об Ивасике Телесыке сквозь призму «Тибетской книги мертвых». Матеріали ІІ симпозіуму філологічного факультету МДУ ім. М.В, Ломоносова «Славянские языки и культуры в современном мире», проф.-викл. складу 21-24 березня // Славянский фольклор: история и современность. — М., 2013.
- Трансцендентальна функція українських народних казок // Збірник наукових праць «Література. Фольклор. Проблеми поетики», вип.37, ч.2. — К.: ВПЦ «Київський університет», 2012.
- Фольклор як вербальна магія // Етнокультура українського Полісся і Чорнобильська трагедія, вип.3. — Рівне, 1998.
- Фольклор як сугестивне явище // Збірник наукових праць «Література. Фольклор. Проблеми поетики», вип.4. — К.: ВПЦ «Київський університет», 1996.
- Фольклорний текст як акт інвазії // Збірник наукових праць «Література. Фольклор. Проблеми поетики», вип.31. — К.: ВПЦ «Київський університет» 2009.
- Функціональна співвіднесеність замовлянь і деяких інших фольклорних магічних практик // Науково-методичний збірник «Нові технології навчання». — К.: ІЗМН, 2002.

## Художня творчість
У 2007 році під псевдонімом Олег Сич Павлов опублікував Філософський роман|філософський роман] «Уроборос».

## Завжди в серцях…
«Очевидно, ми мусимо підтримувати не перманентну форму метафізичного і духовного діалогу із Духом-Самістю, але у часі глобалістичного полілогу національних ідентичностей зберегти із Ним комунікативну єдність. Бо від цього залежить наше життя. І наша смерть». (Олег Павлов)
14 грудня 2013 року Олег Павло помер. Для всіх рідних, знайомих, колег та студентів це стало жахливою новиною.
«Я пам'ятаю Олега Павлова ще з його студентських років. З-посеред однокурсників Олег вирізнявся не лише зростом, але й вивищувався своїм життєвим досвідом, своєю життєвою позицією — завжди принциповою, твердою, кришталевою, чесною. […] Він ніколи не був здатен на компроміс із душею, із совістю. Правду і неправду розмежував на межі ножа — немовби чеканив: ось тут правда, а тут — ні. Він був неконфліктною людиною, до життєвих негараздів ставився з легкою іронією, адже мав неабияке тонке почуття гумору. Він був митцем, вченим, педагогом…» (Григорій Семенюк, директор Інституту філології Київського національного університету імені Тараса Шевченка)
«[…] Тоді, асистентом, Олег був дуже схожий на романтичного Івана Миколайчука, але згодом ця схожість зникла. Бо він змужнів і став подібним до самого себе, Олега Даниловича Павлова. Людина безкомпромісно чесна, небалакуча, український тип інтроверта…» (Станіслав Росовецький, професор кафедри фольклористики Інституту філології Київського національного університету імені Тараса Шевченка)
«[…] Він не жив — він горів. Він карбував кожну мить немов розпеченим залізом у своїй зраненій душі. Він не вмів бути нещирим. Не соромився бути нещирим. […] Олег — козак Мамай. Характерник. І як справжній козак, в серці мав Україну…» (Олеся Наумовська, кандидат філологічних наук, доцент кафедри фольклористики Інституту філології Київського національного університету імені Тараса Шевченка)
До останніх своїх днів Олег Данилович проживав у селі Григорівка Обухівського району Київської області.